# Facidia laportei
Facidia laportei là một loài bướm đêm trong họ Erebidae.